# Charles Talbot, 1.º Duque de Shrewsbury
Charles Talbot, 1.º Duque de Shrewsbury (15 de julho de 1660 – 1 de fevereiro de 1718) foi um estadista britânico Whig que fez parte do grupo dos Sete Imortais que convidou Guilherme de Orange a depor o Rei Jaime II da Inglaterra durante a Revolução Gloriosa . Nascido de pais católicos romanos, ele permaneceu nessa fé até 1679, quando - durante a época da Conspiração Papista e seguindo o conselho do divino John Tillotson - ele se converteu à Igreja da Inglaterra.  Ele foi nomeado para vários cargos menores antes da revolução, mas ganhou destaque como membro do governo de William, sob o qual atuou como Secretário de Estado na década de 1690.
De 1700 a 1705, Shrewsbury esteve em exílio autoimposto no exterior, durante o qual se casou com a Condessa Adelhida Paleotti . Após seu retorno à Inglaterra, ele evitou a política até abril de 1710, quando foi nomeado Lord Chamberlain e se juntou ao governo conservador de Robert Harley, o conde de Oxford. Em novembro de 1712 foi nomeado embaixador na França e depois Lorde Tenente da Irlanda, retornando à Inglaterra em junho de 1714. 
Em julho de 1714, Shrewsbury foi nomeado Lorde Tesoureiro, mas em agosto a Rainha Ana morreu e George I a sucedeu. O novo regime Whig se opôs à permanência de Shrewsbury no governo e, em 1715, ele havia perdido todos os seus cargos governamentais, embora até sua morte ele tenha permanecido como Groom of the Stool de George, e se opôs às políticas Whig. Ele morreu em 1718. 

## Início da vida e família
Ele era o único filho do 11.º Conde de Shrewsbury e sua segunda esposa, anteriormente Anna Maria Brudenell, filha do 2.º Conde de Cardigan. Sua mãe se tornou a notória amante do 2.º Duque de Buckingham, que matou seu marido em um duelo em 1668. Com a morte de seu pai, Charles sucedeu no Condado de Shrewsbury. Foi argumentado que os eventos traumáticos de sua infância deixaram uma marca permanente nele.
Talbot era afilhado do Rei Carlos II, de quem recebeu o nome, e foi criado como católico romano, mas após o escândalo da morte de seu pai, foi colocado aos cuidados de parentes protestantes: o conde de Cardigan (avô do novo conde); o hon. Mervyn Tuchett, mais tarde conde de Castlehaven (falecido em 1686), seu tio por casamento com Mary Talbot, filha do décimo conde de Shrewsbury; William Talbot (falecido em 1686) de Whittington (um parente: tio de Sir John Talbot de Lacock e pai do bispo de Oxford); e Gilbert Crouch (o advogado da família). De 1674 a 1678, Shrewsbury estudou em Paris. Na primavera de 1678, ele se juntou às tropas de James, duque de York, em preparação para uma guerra anglo-francesa; quando isso não se manifestou, ele retornou à Inglaterra em junho.  Em 1679, sob a influência de John Tillotson, tornou-se membro da Igreja da Inglaterra. 

## Sob Carlos II e Jaime II
Shrewsbury foi convocado para a Câmara dos Lordes em 1680 e três anos depois foi nomeado Cavalheiro Extraordinário do Quarto de Dormir, sugerindo que ele era bem visto na corte de Carlos II.  Com a ascensão de Jaime II em 1685, Shrewsbury foi nomeado capitão e depois coronel para derrotar a rebelião de Monmouth, mas renunciou à sua comissão em janeiro de 1687 após se recusar a ceder à pressão de Jaime para se converter novamente à fé católica.  Naquele ano, ele entrou em correspondência com o Príncipe de Orange ; a casa de Shrewsbury se tornou um ponto de encontro para a oposição a Jaime II e ele foi um dos sete signatários da carta-convite a Guilherme em junho de 1688. Em setembro, ele fugiu da Inglaterra para a Holanda e retornou com William para a Inglaterra em novembro. Shrewsbury foi influente na elaboração do Acordo da Revolução, argumentando fortemente a favor do reconhecimento de William e Mary como soberanos.  

## Guilherme III
Após a ascensão de William e Mary, Shrewsbury recuperou seu regimento, recebeu as tenências de Hertfordshire e Worcestershire,  e tornou-se Secretário de Estado do Departamento do Sul, sucedendo seu tio, o Conde de Middleton.  Shrewsbury renunciou ao governo de William em 1690 devido a problemas de saúde e à sua oposição à dissolução do Parlamento e à rejeição do projeto de lei que exigiria um juramento de abjuração de James como rei.  Enquanto estava na oposição, ele apresentou o Projeto de Lei Trienal, ao qual o Rei inicialmente se recusou a consentir. Em 1694, ele se tornou novamente Secretário de Estado e teve destaque em persuadir a Câmara dos Comuns a votar nos fundos necessários para a guerra de William contra a França;  mas há evidências de que já em 1690, quando ele renunciou, ele fez propostas aos jacobitas e estava em correspondência com James em sua corte no exílio em Saint Germain, embora tenha sido afirmado, por outro lado, que essas relações foram iniciadas com a total conivência de William, por razões de política.  Outros  afirmam que o próprio Shrewsbury desconhecia o conhecimento e a tolerância do Rei, o que explicaria as cartas aterrorizantes que ele costumava escrever para ele. 
Seja como for, William fingiu não suspeitar da lealdade de Shrewsbury, embora frequentemente apresentasse evidências contra ele. Em 30 de abril de 1694, Shrewsbury foi criado Marquês de Alton e Duque de Shrewsbury, e atuou como um dos regentes durante a ausência do rei da Inglaterra nos dois anos seguintes. Em 1696, acusações definitivas de traição foram feitas contra ele por Sir John Fenwick, que William comunicou imediatamente a Shrewsbury; e nessa época o Secretário de Estado teve apenas uma pequena participação nos negócios públicos, novamente professando sua ansiedade em renunciar.  Como Lorde Tenente de Worcestershire, ele serviu como Coronel da Milícia de Worcestershire em 1697.  A sua queixa de problemas de saúde era genuína e, em 1700, o rei consentiu relutantemente na sua retirada para a vida privada. 

## Exílio
De 1700 a 1705,  Shrewsbury viveu no exterior, principalmente em Roma, de onde em 1701 escreveu uma carta célebre a Lorde Somers expressando sua aversão à vida pública e declarando que se tivesse um filho, "preferiria prendê-lo a um sapateiro do que a um cortesão, e a um carrasco do que a um estadista".  Ele também visitou a França e a Suíça. 
Após a ascensão da Rainha Anne em 1702, os líderes Whig, Godolphin e Marlborough, fizeram tentativas ineficazes de persuadir Shrewsbury a retornar ao cargo. Em abril de 1705, ele deixou Roma para Veneza, depois para Augsburgo, onde se casou com a Condessa Adelhida Paleotti em 9 de setembro de 1705. Ele retornou à Inglaterra em 30 de dezembro de 1705. 

## Sob a Rainha Ana

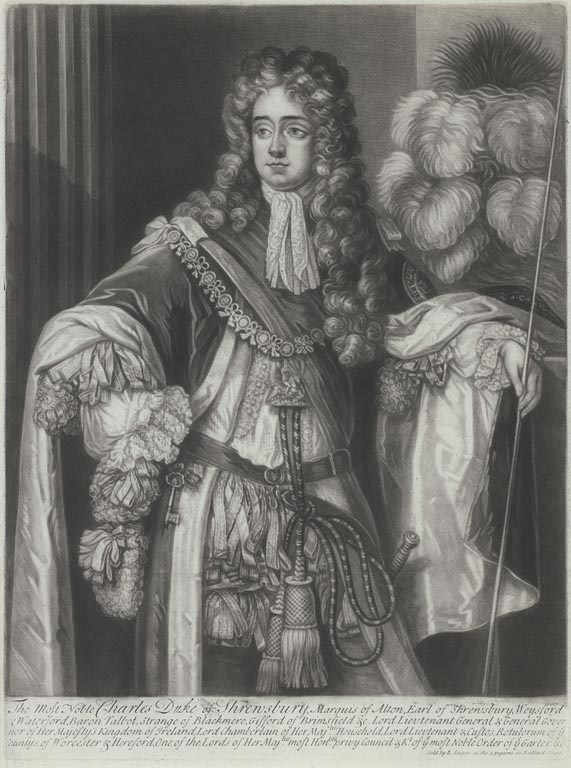
Shrewsbury com as vestes da Ordem da Jarreteira, segurando seu bastão de Lord Chamberlain, um cargo que ocupou de 1699 a 1700 para Guilherme III e novamente de 1710 a 1715 para Ana e para Jorge I.

Ele tomou posse na Câmara dos Lordes em janeiro de 1706.  Ao retornar à Inglaterra, Shrewsbury concentrou-se na construção do Heythrop Park, evitando a sociedade londrina e a política da corte. 
No entanto, ele gradualmente se alienou de seus antigos associados políticos e, em 1710, aceitou o cargo de Lord Chamberlain na administração Tory, para o qual a rainha o nomeou sem o conhecimento de Godolphin e Marlborough ; sua esposa foi ao mesmo tempo nomeada Lady do Quarto de Dormir. 
Shrewsbury desempenhou um papel vital como conciliador entre Robert Harley, o Conde de Oxford e Henry St John, 1.º Visconde Bolingbroke. Ele foi um dos primeiros apoiadores dos esforços conservadores para negociar a paz com a França para encerrar a Guerra da Sucessão Espanhola, preocupado com o impacto financeiro negativo que isso estava tendo sobre os proprietários de terras. No entanto, ele se sentia desconfortável com as negociações de paz que excluíam o aliado da Grã-Bretanha, os holandeses. 
Após uma missão diplomática à França com o propósito de negociar preliminares de paz, Shrewsbury tornou-se Lorde Tenente da Irlanda em 1713; mas ele estava em Londres em julho de 1714 durante a memorável crise ocasionada pela morte iminente da Rainha Anne. Em 29 de julho, quando a rainha estava morrendo, o Conde de Oxford recebeu sua tão esperada demissão do cargo de Lorde Tesoureiro. Em 30 de julho, Shrewsbury e outros ministros se reuniram no Palácio de Kensington e, sendo admitido no quarto da rainha, Bolingbroke recomendou a nomeação de Shrewsbury para o cargo de tesoureiro vago; Ana imediatamente colocou a equipe daquele alto cargo nas mãos do duque.  Ele seria a última pessoa a ocupar esse cargo, mas o primeiro a ser Lorde Tenente da Irlanda, Lorde Camareiro e Lorde Tesoureiro ao mesmo tempo.

## Ascensão de Jorge I
Assim, quando a rainha morreu em 1º de agosto, Shrewsbury estava em uma posição de poder supremo com relação à questão crucial da sucessão à coroa. Ele lançou sua influência na balança a favor do Eleitor de Hanover e teve grande influência em promover a ascensão pacífica de George I e em derrotar o plano dos jacobitas de colocar o filho de James II no trono. 
O novo regime Whig se opôs à permanência de Shrewsbury no governo e, em 1715, ele havia perdido todos os seus cargos governamentais, embora até sua morte ele tenha permanecido como Groom of the Stool de George. Shrewsbury se opôs ao ataque dos Whigs aos ministros conservadores anteriores e se opôs às suas outras políticas na Câmara dos Lordes (como a Lei Setenial de 1715 ), fazendo contato com o pretendente Stuart e enviando-lhe dinheiro. 

## Legado
O Duque de Shrewsbury foi um dos maiores nobres do reinado da Rainha Anne. Embora cego de um olho, ele era extremamente bonito pessoalmente, seu comportamento era digno e suas maneiras cheias de graça e cortesia. Swift o descreveu como "o melhor cavalheiro que temos" e como "o favorito da nação", enquanto Guilherme III falou dele como "o Rei de Copas". Como a maioria de seus contemporâneos, ele se esforçou para manter o favor tanto da casa exilada de Stuart quanto do soberano reinante na Inglaterra; mas nos dois momentos críticos de 1688 e 1714, ele agiu decisivamente em favor da sucessão protestante. Em outras ocasiões, ele parecia fraco e vacilante, e nunca apoiou de todo o coração nem os Whigs nem os Tories, embora cooperasse com cada um deles. Sua disposição magnânima o salvou da vingança dos políticos partidários da época; e a saúde debilitada da qual sofreu durante toda a vida provavelmente se combinou com uma falta congênita de ambição para impedi-lo de agarrar o poder que sua personalidade e talentos poderiam ter colocado em suas mãos. 

## Vida privada e morte

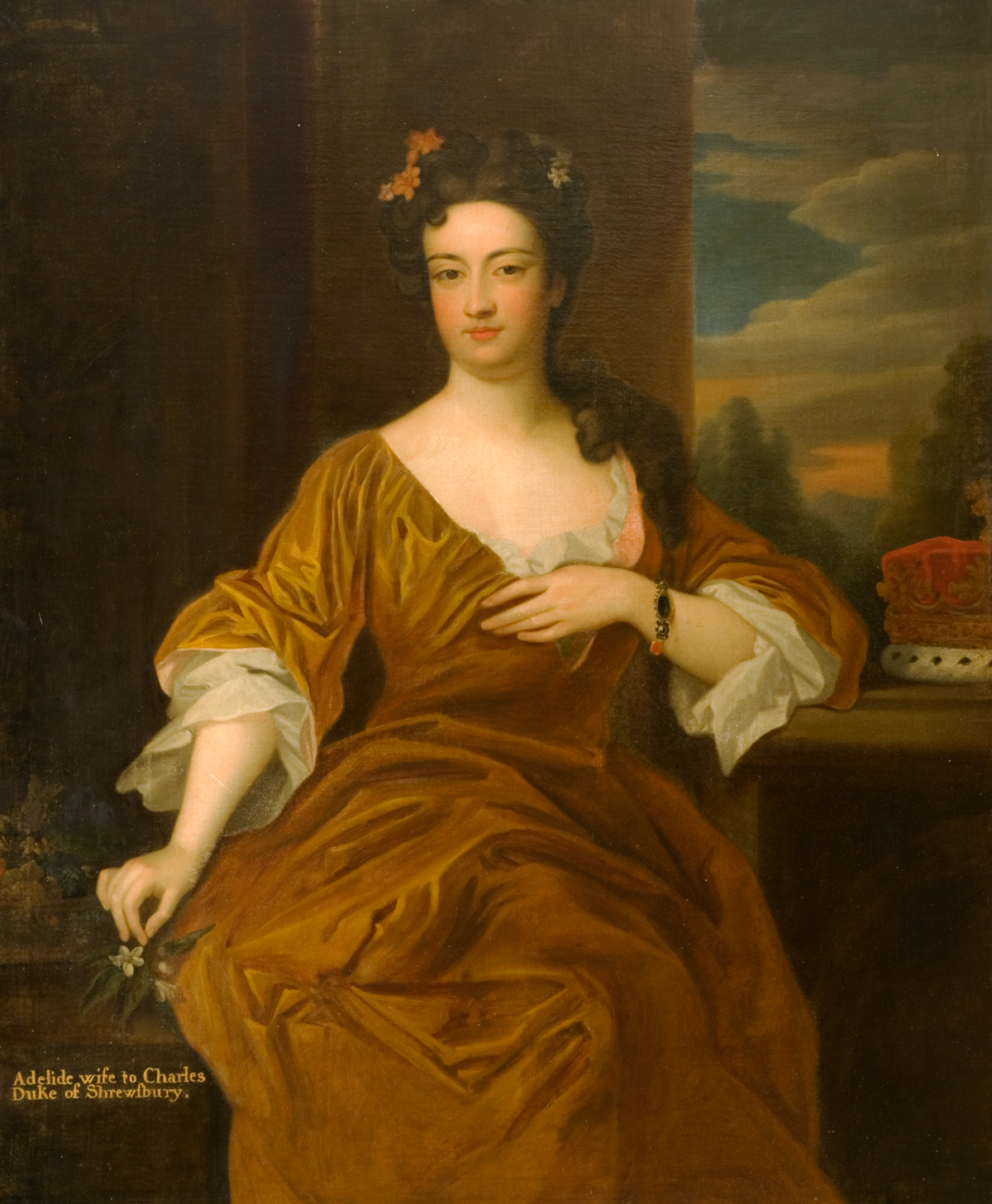
Adelhida Paleotti tornou-se esposa de Charles Talbot em 1705.

Em 1705, Shrewsbury casou-se, em Augsburg, Baviera,  Adelhida Paleotti, filha do Marquês Andrea Paleotti por sua segunda esposa Maria Cristina Dudley, quinta filha de Carlo Dudley, duque titular de Northumberland (ele próprio filho de Sir Robert Dudley (1574 – 1649), um inglês que se tornou membro da nobreza toscana).  Essa senhora, que dizem ter "muitas qualidades interessantes" além de muitas realizações, foi alvo de muitas fofocas maliciosas. Ela era viúva, ou como alguns declararam, amante de um conde Brachiano; e Lady Cowper relatou que o irmão da senhora forçou Shrewsbury a se casar com ela "depois de uma intriga juntos". 
Após o retorno de Shrewsbury à Inglaterra, a duquesa tornou-se notável na sociedade londrina, onde o humor cáustico de Lady Mary Wortley Montagu foi exercido às suas custas.  Ela conquistou o favor da Rainha Anne, após a morte do Príncipe George da Dinamarca, com seu comentário impulsivo: "Oh, minha pobre Rainha, vejo o quanto você sente falta do seu querido marido". Durante a embaixada em Paris, ela se tornou extremamente popular devido à sua hospitalidade e conversa animada. Saint-Simon achava que a excentricidade dela beirava a loucura, mas elogiou o penteado simples e prático que ela tornou moderno.
Com a ascensão de Jorge I, a Duquesa de Shrewsbury tornou-se dama de companhia da Princesa de Gales, cargo que manteve até sua morte em 29 de junho de 1726. Shrewsbury não deixou filhos e, com sua morte, o ducado foi extinto, passando o condado de Shrewsbury para seu primo Gilbert Talbot.  Gilbert era um padre católico romano que vivia no exterior e, após sua morte em 1744, os títulos e propriedades foram transferidos para seu irmão George.
Ele morreu em sua casa em Londres, Warwick House, Charing Cross,  em 1 de fevereiro de 1718, de inflamação nos pulmões, aos cinquenta e sete anos. Ele foi enterrado no túmulo da família na igreja paroquial de Albrighton (perto de Wolverhampton), Shropshire.